# Architaenioglossa
Los arquiteniglosos (Architaenioglossa) son un antiguo orden de los moluscos gastrópodos que se caracterizan por la presencia branquias y pulmón para la respiración aérea, con frecuencia presentan un opérculo. Se trata principalmente de y moluscos terrestres de agua dulce agrupados en el superorden Caenogastropoda
Este es grupo informal de clasificación que se ha demostrado ser polifilético en un estudio realizado por Harasewych et al., publicado en 1998.

## Taxonomía
- Superfamilia Ampullarioidea
  - Familia Ampullariidae
  - † Familia Naricopsinidae
- Superfamilia Cyclophoroidea
  - Familia Cyclophoridae
  - Familia Aciculidae
  - Familia Craspedopomatidae
  - Familia Diplommatinidae
  - † Familia Ferussinidae
  - Familia Maizaniidae
  - Familia Megalomastomatidae
  - Familia Neocyclotidae
  - Familia Pupinidae
- Superfamilia Viviparoidea
  - Familia Viviparidae
  - † Familia Pliopholygidae

(Las familias que son exclusivamente fósiles se indican con una cruz †)